# Dad (film)
Dad är en film från 1989 som regisserades av Gary David Goldberg med bland andra Jack Lemmon, Ted Danson, Olympia Dukakis, Kathy Baker, Kevin Spacey och Ethan Hawke i huvudrollerna.

## Rollista
- Jack Lemmon som Jake Tremont
  - Lemmons son Chris spelade unga Jake
- Ted Danson som John Tremont
  - Justin Peterson som unga John
- Olympia Dukakis som Bette Tremont
  - Gina Raymond som unga Bette
- Kathy Baker som Annie Tremont
  - Sprague Grayden som unga Annie
- Kevin Spacey som Mario
- Ethan Hawke som Billy Tremont
- Zakes Mokae som Dr. Chad
- J. T. Walsh som Dr. Santana